# Stanhopea pulla
Stanhopea pulla là một loài lan có mặt từ Costa Rica đến miền bắc Colombia.

## Hình ảnh

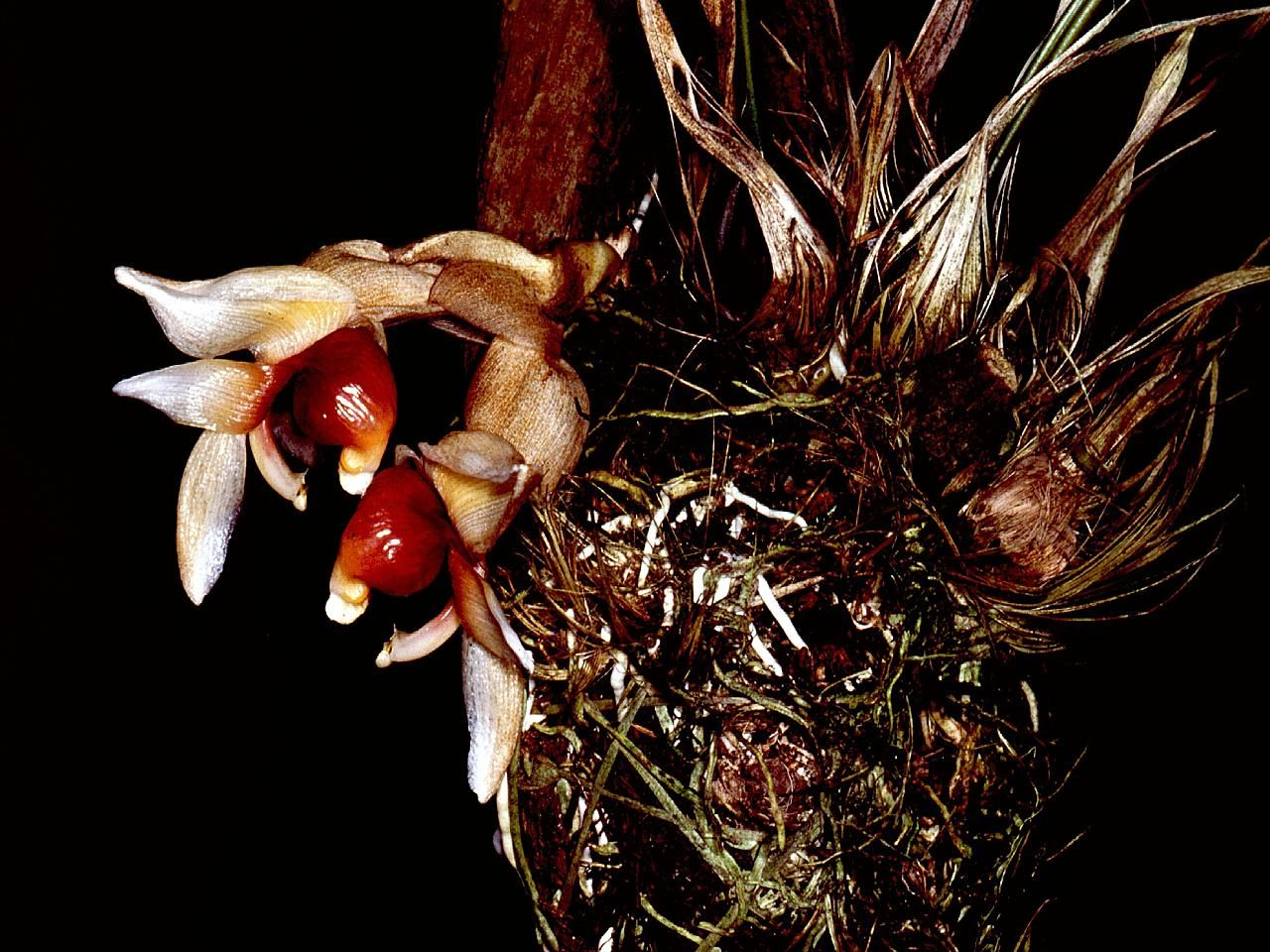
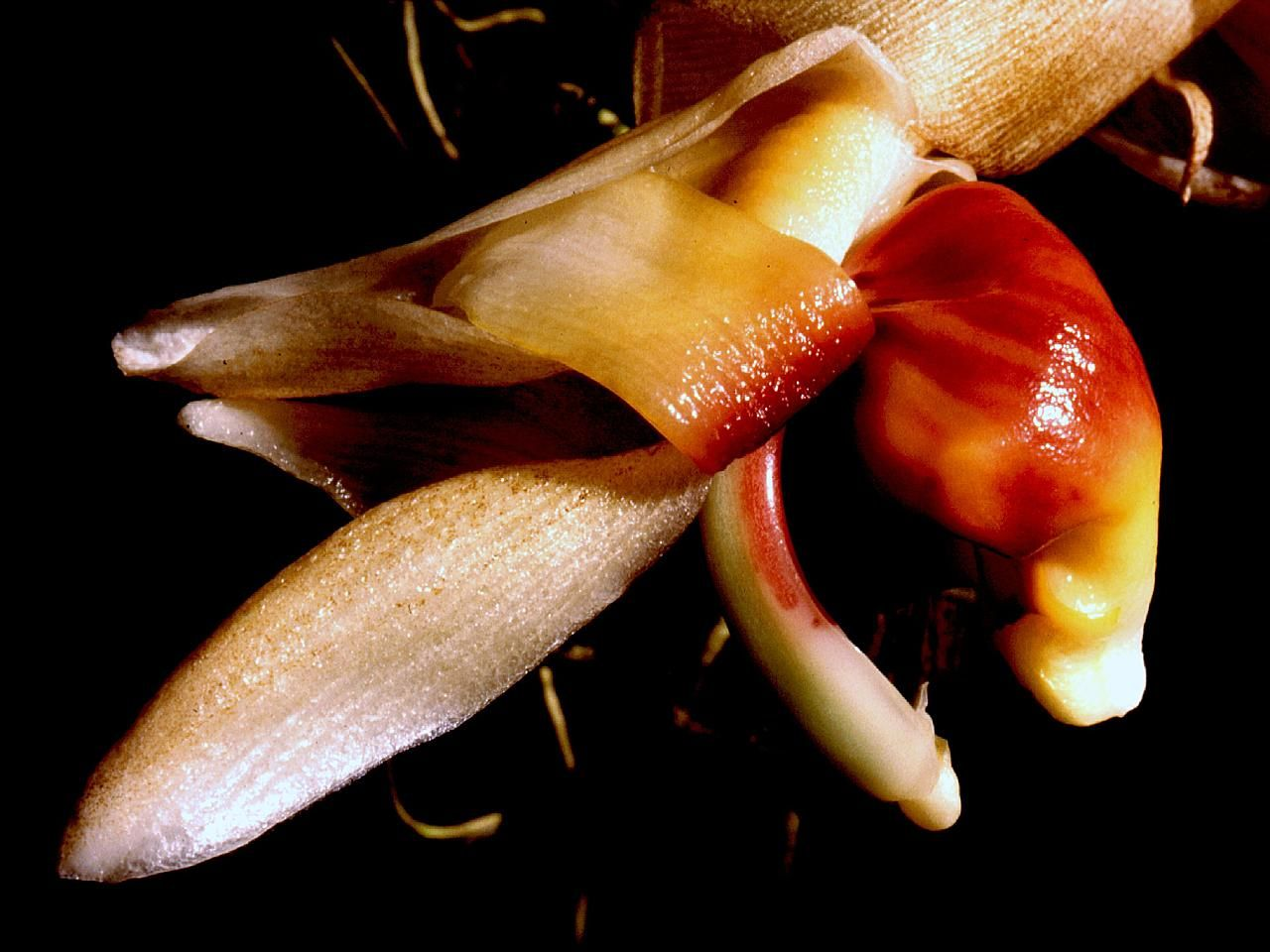
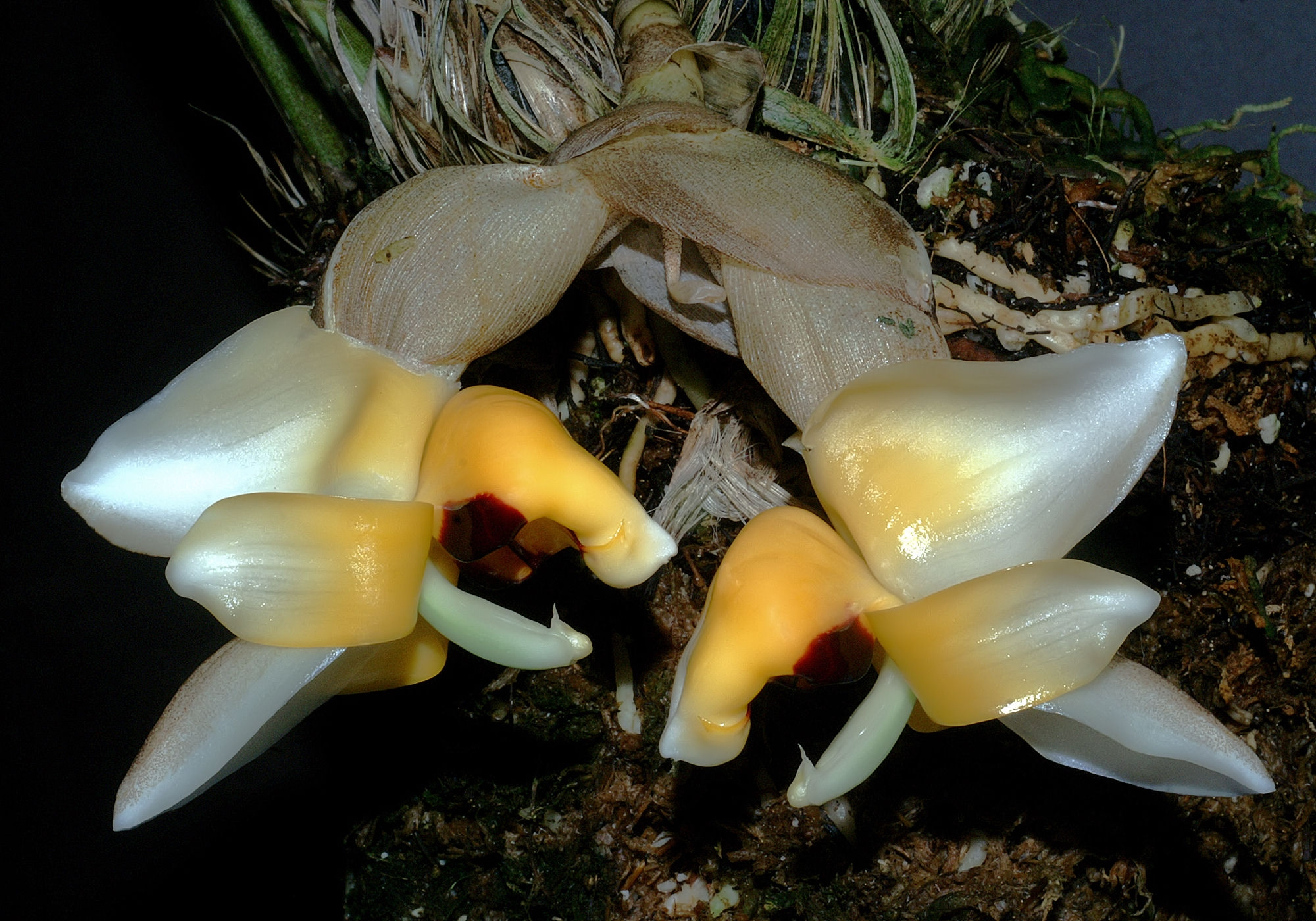
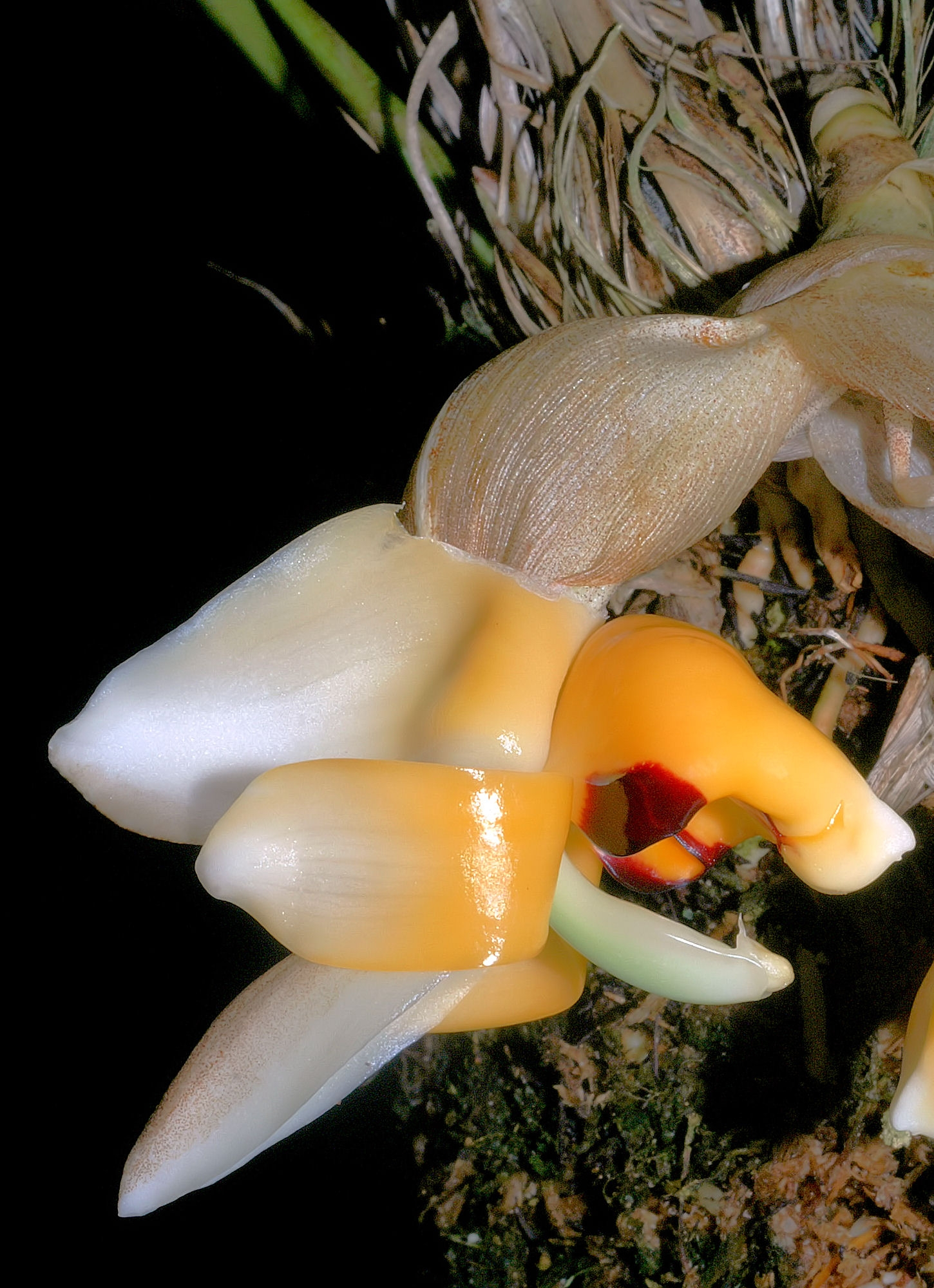